# Duke of Cornwall

Wappen des Duke of Cornwall

Duke of Cornwall (deutsch Herzog von Cornwall) ist ein britischer Adelstitel in der Peerage von England. Der Titel wurde 1337 geschaffen und ist der erste im Königreich England kreierte Herzogstitel (Dukedom). Das Dukedom ist als einziger britischer Adelstitel noch bis heute mit einem territorialen Grundbesitz (Duchy), der Duchy of Cornwall, verbunden.
Daneben existiert noch die Duchy of Lancaster; das Dukedom of Lancaster ist aber 1413 durch die Thronbesteigung von Heinrich V. mit der Krone verschmolzen und damit streng genommen erloschen. Der zur Duchy of Lancaster gehörige Grundbesitz steht seither dem Monarchen zu und wird bis heute vom englischen Crown Estate getrennt verwaltet und genutzt.

## Geschichte
In der Historia Regum Britanniae berichtet Geoffrey von Monmouth wiederholt von mythischen „Herzögen von Cornwall“, die angeblich von den Bewohnern Trojas abstammen sollen. Einer dieser Herzöge soll Uther Pendragon gewesen sein, der Vater von König Artus.
Erstmals wurde der Titel des Duke of Cornwall durch Royal Charter am 9. Februar 1337 von König Edward III. mit Zustimmung des Parlaments an dessen ältesten Sohn Edward of Woodstock (den „Schwarzen Prinzen“) verliehen. Da Edward vor dem König starb, wurde der Titel 1376 für seinen Sohn, den zukünftigen Richard II. neu verliehen. Seit 1421 legt eine Charta fest, dass das Dukedom immer dem ältesten lebenden Sohn des englischen bzw. britischen Monarchen gehört, sofern dieser der Thronfolger ist. Stirbt der älteste Sohn des Monarchen kinderlos, fällt der Titel an seinen nächstjüngeren Bruder, hinterlässt er einen Erben, fällt der Titel nicht an diesen, sondern verschmilzt mit der Krone. Zugrundeliegendes Prinzip ist, dass der Duke of Cornwall niemals ein Enkel, sondern immer ein Sohn des Monarchen sein muss, selbst wenn der Enkel Thronfolger (Heir apparent) sein sollte. Auch kann der Titel niemals an eine Frau fallen, selbst wenn sie die voraussichtliche Thronfolgerin (Heiress presumptive) bzw. (seit dem Succession to the Crown Act 2013, bei dem Frauen und Männer in der Thronfolge gleichgestellt wurden) Thronfolgerin (Heiress apparent) ist. Es ist möglich, nicht gleichzeitig Prince of Wales und Duke of Cornwall zu sein. Dies trifft beispielsweise auf George III., den Enkel seines Vorgängers George II. zu, der Prince of Wales, aber nicht Duke of Cornwall war und umgekehrt auf alle Thronfolger bis zur Verleihung des Prince of Wales, so zum Beispiel auch auf den derzeitigen Duke of Cornwall, William.

## Amtierender Duke

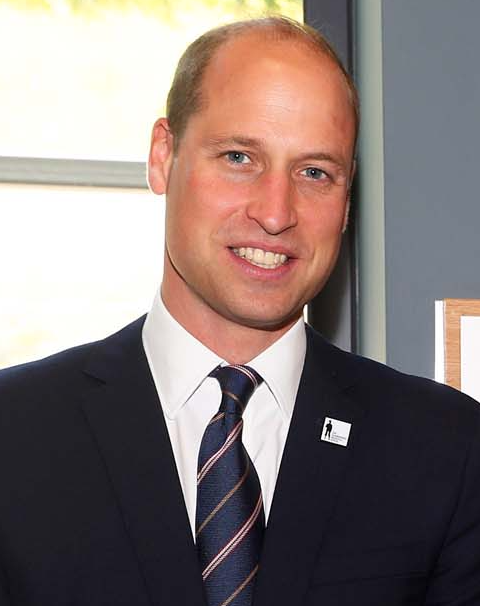
Prinz William ist der derzeitige Inhaber

Der gegenwärtige Duke of Cornwall ist William, Prince of Wales, der älteste Sohn des britischen Monarchen, König Charles III. William erhielt den Titel 2022 durch den Tod seiner Großmutter Elisabeth II. Zu den Feudalabgaben, die sein Vorgänger Charles 1973 erhielt, gehörten ein Paar weiße Handschuhe, Windhunde, je ein Pfund Pfeffer und Kreuzkümmel, Sporen, hundert silberne Schillinge, ein Bogen, ein Speer und Feuerholz.
Charles’ zweite Ehefrau Camilla verwendete von ihrer Heirat am 9. April 2005 bis zu Charles’ Thronbesteigung 2023 den Höflichkeitstitel Duchess of Cornwall anstelle des Titels Princess of Wales, den die verstorbene erste Ehefrau Diana getragen hatte.

## Duchy of Cornwall
Die Duchy of Cornwall umfasst Ländereien mit einer Gesamtgröße von etwa 541 Quadratkilometer, von denen fast die Hälfte in der Grafschaft Devon liegt, der Rest verteilt sich auf 23 weitere Grafschaften, vor allem auf Cornwall, Herefordshire und Somerset. Insgesamt gibt es über 3500 einzelne Pachtobjekte. Mit den Einkünften bestreitet der Duke seinen Lebensunterhalt und unterstützt wohltätige Organisationen.
Der Duke hat zudem besondere Rechte die Grafschaft Cornwall betreffend. Der dortige High Sheriff wird vom Duke und nicht vom Monarchen ernannt, anders als in allen anderen Grafschaften Englands und Wales. Alle Besitztümer von Verstorbenen ohne gültige Erben fallen in ganz Cornwall an den Duke, nicht wie üblich den Monarchen. Diese Regelung heißt bona vacantia und trifft auch auf historische Funde wie Goldmünzen und Schiffswracks zu.

## Liste der Dukes of Cornwall
| Duke of Cornwall             | Elternteil          | Verleihung (durch)          | bis                                   |
| ---------------------------- | ------------------- | --------------------------- | ------------------------------------- |
| Edward of Woodstock          | Edward III.         | 1337 (Parlament)            | 1376 (Tod)                            |
| Richard of Bordeaux          | Edward of Woodstock | 1376 (Charta)               | 1377 (wurde als Richard II. König)    |
| Henry of Monmouth            | Henry IV.           | 1399 (Parlament)            | 1413 (wurde als Henry V. König)       |
| Henry                        | Henry V.            | 1421 (Geburt)               | 1422 (wurde als Henry VI. König)      |
| Edward of Westminster        | Henry VI.           | 1453 (Geburt)               | 1471 (Tod)                            |
| Edward Plantagenet           | Edward IV.          | 1471 (Charta)               | 1483 (wurde als Edward V. König)      |
| Edward, Earl of Salisbury    | Richard III.        | 1483 (Vater wurde König)    | 1484 (Tod)                            |
| Arthur Tudor                 | Henry VII.          | 1486 (Geburt)               | 1502 (Tod)                            |
| Henry Tudor, Duke of York    | Henry VII.          | 1502 (Tod des Bruders)      | 1509 (wurde als Heinrich VIII. König) |
| Henry Tudor                  | Henry VIII.         | 1511 (Geburt)               | 1511 (Tod)                            |
| Henry                        | Henry VIII.         | 1514 (Geburt)               | 1514 (Tod)                            |
| Henry                        | Henry VIII.         | 1534 (Geburt)               | 1534 (Tod)                            |
| Edward Tudor                 | Henry VIII.         | 1536 (Geburt)               | 1536 (Tod)                            |
| Edward Tudor                 | Henry VIII.         | 1537 (Geburt)               | 1547 (wurde als Edward VI. König)     |
| Henry, Duke of Rothesay      | James I.            | 1603 (Vater wurde König)    | 1612 (Tod)                            |
| Charles Stuart, Duke of York | James I.            | 1612 (Tod des Bruders)      | 1625 (wurde als Charles I. König)     |
| Charles James Stuart         | Charles I.          | 1629 (Geburt)               | 1629 (Tod)                            |
| Charles Stuart               | Charles I.          | 1630 (Geburt)               | 1649 (wurde als Charles II. König)    |
| James Francis Edward Stuart  | James II.           | 1688 (Geburt)               | 1689 (Vater abgesetzt)                |
| George Augustus              | George I.           | 1714 (Vater wurde König)    | 1727 (wurde als George II. König)     |
| Frederick Lewis              | George II.          | 1727 (Vater wurde König)    | 1751 (Tod)                            |
| George Augustus Frederick    | George III.         | 1762 (Geburt)               | 1820 (wurde als George IV. König)     |
| Albert Edward                | Victoria            | 1841 (Geburt)               | 1901 (wurde als Edward VII. König)    |
| George                       | Edward VII.         | 1901 (Vater wurde König)    | 1910 (wurde als George V. König)      |
| Edward                       | George V.           | 1910 (Vater wurde König)    | 1936 (wurde als Edward VIII. König)   |
| Charles                      | Elisabeth II.       | 1952 (Mutter wurde Königin) | 2022 (wurde als Charles III. König)   |
| William                      | Charles             | 2022 (Vater wurde König)    | …                                     |